# Toxorhina fulvicolor
Toxorhina fulvicolor är en tvåvingeart som beskrevs av Alexander 1967. Toxorhina fulvicolor ingår i släktet Toxorhina och familjen småharkrankar. Inga underarter finns listade i Catalogue of Life.